# Michel Frois
Pour les articles homonymes, voir Frois.
Michel Frois fut un militaire et un homme d'affaires français. Il est né à Bayonne le 18 janvier 1914 et mort le 26 octobre 2000.

## Biographie
Après une scolarité difficile, il suit des études de droit et Sciences po, puis il entre dans la cavalerie à Saumur. Blessé par les Allemands en 1940, il s'évade une première fois en 1940, puis de nouveau en 1942. Il passe en Espagne, gagne Londres, puis le Maroc, où il rejoint le 6e régiment de chasseurs d'Afrique. En Indochine, pendant la  guerre, il est chef du service de l'information du général Jean de Lattre de Tassigny.  Ainsi, il côtoie des officiers, comme le colonel Charles Lacheroy, qui théorisent la doctrine de la guerre révolutionnaire, dont l'action psychologique est une composante essentielle.
En 1953, il crée le premier bureau militaire d'information au ministère de la Défense nationale et de la même façon il sera le créateur du SIRPA. En 1954, il publie un article dans le Monde où il expose la doctrine de la guerre révolutionnaire. Il quitte l'armée en 1957 avec le grade de lieutenant-colonel.
Après avoir été organisateur d'expositions pour la Fédération des industries électriques et électroniques, il rejoint le CNPF, l'ancêtre du MEDEF, sous les présidences de Paul Huvelin, François Ceyrac, Yvon Gattaz et aussi semble-t-il de François Perigot (d'après Bernard Giroux et Pierre Zimmer), où il dirige le premier service de presse créé le 1er septembre 1970. Il fonde parallèlement le Festival de l'audiovisuel et de la communication de Biarritz,. En 1986, il fonde un cabinet de relations publiques à Paris, l'agence de communication DGM qui a pour clients Bernard Arnault, Vincent Bolloré, Franck Riboud et Claude Bébéar entre autres. En 1999, il publie ses mémoires. Il est surtout connu pour sa doctrine : « pour se servir de la presse, il faut d'abord la servir » autrement dit plutôt que de cacher ou de retarder la communication d'informations à la presse, mieux vaut organiser et maîtriser sa communication aux médias et transformer les journalistes en alliés.

## Publications
- La révélation de Casablanca : mémoires d'un officier de cavalerie atteint par le virus de la communication, Biarritz, Atlantica, 1999, 180 p.  (ISBN 2-84394-177-6)